# Showcase
Een showcase is een concert met als doel een band of artiest grotere bekendheid te geven in de muziekwereld. Vaak worden talentvolle bands en artiesten uitgenodigd, om zich in een kleine setting te kunnen presenteren aan een publiek, dat veelal bestaat uit talentscouts, muziekproducenten, A&R managers en platenbazen.

## Showcases in Nederland
- Noorderslag (Groningen)
- Eurosonic (Groningen)
- Eendracht Festival (Rotterdam)
- Booster Festival (Enschede)